# 多爾頓角
多爾頓角（英語：Cape Dalton）是南極洲的海岬，位於麥克羅伯特森地，處於阿布拉普特角以北2公里的愛德華八世灣西部，挪威製圖師根據該國探險隊拍攝的空中照片繪入地圖，現時由南極條約體系管理。